# 国鉄45形蒸気機関車
45形は、かつて日本国有鉄道（国鉄）の前身である鉄道院に在籍した、タンク式蒸気機関車である。もとは、九州鉄道が開業に際してドイツのホーエンツォレルン機関車会社 から3両を輸入したものである。この機関車は、九州鉄道の1号機関車であり、1900年頃に形式称号を設定された際にも初号機の番号から1形と称された。

## 概要
九州鉄道は、開業に当たって技術指導にドイツの技術者ヘルマン・ルムシュッテルを招いたことから、機関車はドイツから輸入することとした。この際に輸入されたのが、ホーエンツォレルン製の本形式（番号1 - 3）とクラウス製の4 - 10（後の鉄道院10形）であった。これらは車軸配置0-4-0(B)形の単式2気筒、飽和式タンク機関車で、いずれもドルトムント・ウニオンに発注され、九州鉄道が示した仕様書に基づき、製造を分担する両社が自社の規格設計の中から適切なものを選定し、納入している。

## 構造
車軸配置は0-4-0 (B) でサイドタンクと動輪間の台枠内にウェルタンクを併せ持つ、飽和式2気筒タンク機関車である。
1889年（明治22年）に製造された製造番号494 - 496が本形式で、諸元的には同年に讃岐鉄道に納入された後の鉄道院60形と類似するが、そちらはウェルタンクを持たず、サイドタンクのみである点が異なる。そのため、サイドタンクは第1動輪と第2動輪の間3分の1ぐらいと短く、蒸気ドームも非常に低く、単に蒸気の取出し管を覆っているに過ぎず、加減弁は第1缶胴上に別に設けられており、その上に安全弁が設置されていた。砂箱は安全弁と蒸気ドームの間のボイラー上に箱型のものが置かれていた。また、シリンダ上部の蒸気管には覆いがなく、蒸気管が剥き出しとなっていた。

### 主要諸元
- 全長 : 6,921mm
- 全高 : 3,673mm
- 全幅 : 2,619mm
- 軌間 : 1,067mm
- 車軸配置 : 0-4-0 (B)
- 動輪直径 : 1,130mm
- 弁装置 : アラン式
- シリンダー（直径×行程） : 300mm×500mm
- ボイラー圧力 : 12.4kg/cm2
- 火格子面積 : 0.66m2
- 全伝熱面積 : 46.0m2
  - 煙管蒸発伝熱面積 : 42.0m2
  - 火室蒸発伝熱面積 : 4.1m2
- ボイラー水容量 : 1.8m3
- 小煙管（直径×長サ×数） : 44.5mm×2,588mm×116本
- 機関車運転整備重量 : 22.62t
- 機関車空車重量 : 17.83t
- 機関車動輪上重量（運転整備時） : 22.62t
- 機関車動輪軸重（最大・第1動輪上） : 11.30t
- 水タンク容量 : 2.1m3
- 燃料積載量 : 0.7t
- 機関車性能
  - シリンダ引張力（0.85P）: 4,350kg
- ブレーキ装置 : 手ブレーキ、蒸気ブレーキ（後付け）

## 経歴
納入された本形式3両は、製造番号の順に1 - 3と名付けられ、主に建設用に使用され、建設業務のない時期は小倉で入換に使用されていた。1907年（明治40年）には鉄道国有法により九州鉄道が買収されたのにともない、本形式も官設鉄道に編入されたが、1909年（明治42年）に制定された鉄道院の車両称号規程では45形（45 - 47）に改められた。それまでの間に、1と2は番号が交換され、製造番号494が46に、製造番号495が45となっている。
鉄道院の少数形式を優先的に淘汰する方針に従い、本形式は1916年（大正5年）から1917年（大正6年）にかけて3両とも除籍され、全車が八幡製鉄所に譲渡された。八幡製鉄所では、鉄道院時代の番号の順に69, 70, 75となったが、その後202 - 204に、1952年（昭和32年）には220, 224, 225に改められている。八幡製鉄所では側水槽の増量や弁装置の変更などの大幅な改装が行われており、1936年（昭和11年）には204の弁装置がそれまでのアラン式からワルシャート式に改められている。八幡製鉄所では1962年（昭和37年）から1963年（昭和38年）にかけて廃車され、鉄道愛好者を中心に九州の1号機関車として保存を模索する動きも見られたが、結局解体された。